# Portland Canal
Portland Canal är en fjord i USA och Kanada.   Gränsen mellan provinsen British Columbia och delstaten Alaska går i fjorden.
Trakten runt Portland Canal består i huvudsak av gräsmarker. Området runt fjorden är nära nog obefolkad, med mindre än två invånare per kvadratkilometer.
Längst in i fjorden finns två samhällen Hyder, Alaska och Stewart, British Columbia alldeles bredvid varandra. Dessa orter har vägförbindelse med Kanadas vägnät. 